# 法皇バイパス

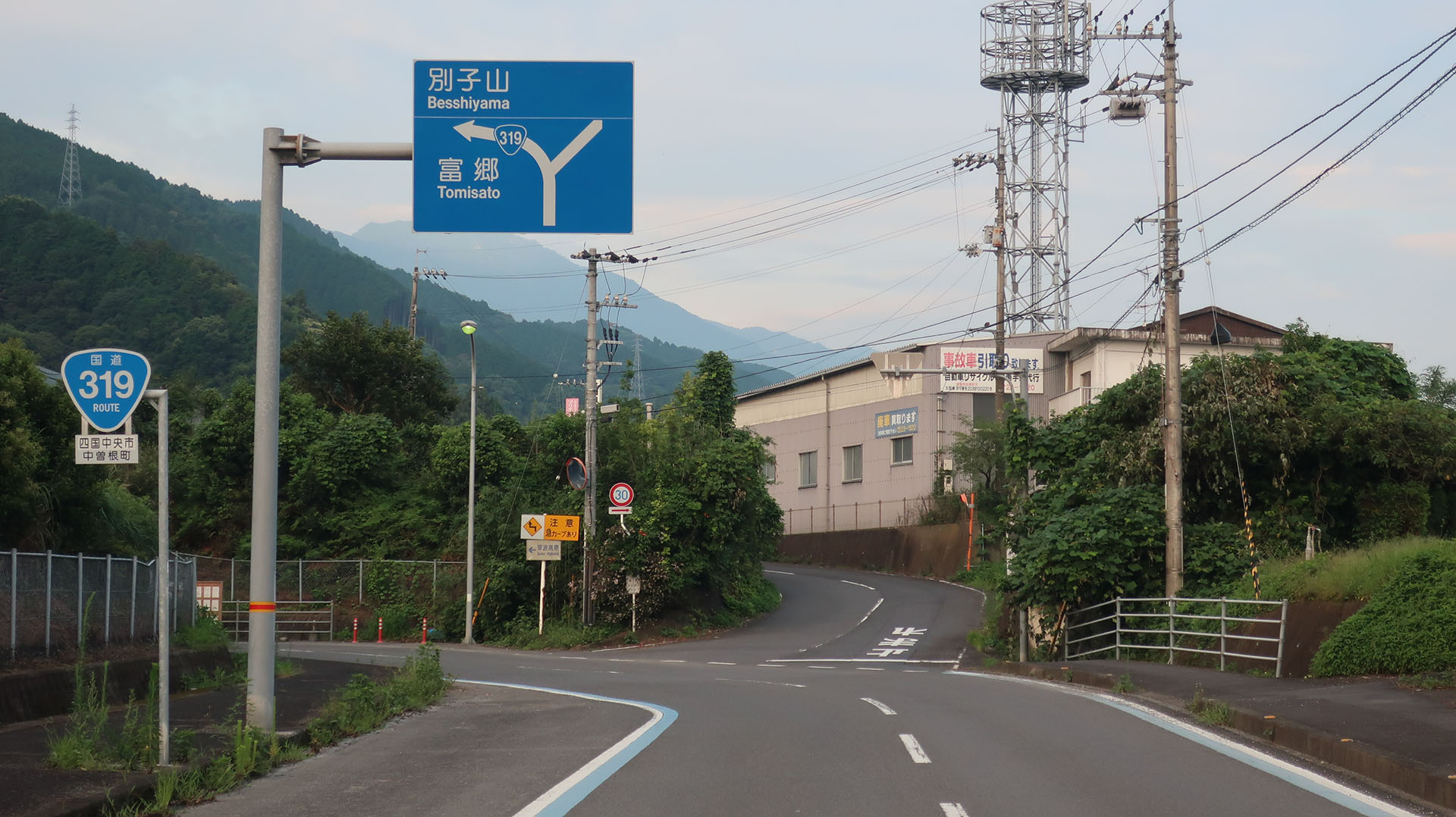
法皇バイパス
愛媛県四国中央市中曽根町

法皇バイパス（ほうおうバイパス）は、愛媛県四国中央市内の法皇山脈北側中腹部を走る国道319号のバイパス道路である。

## 概要
かつては、普通車でもすれ違いが困難なほどの道幅しかなく、また落石等の恐れがある非常に危険な道路であったが、この法皇バイパスの開通により片側1車線が確保された。総事業費は約70億円。
山田大橋からは、四国中央市街の夜景が間近に見ることが出来るため、路肩に止めた車内から夜景を鑑賞する姿がよく見られる。

## 歴史
- 1993年（平成5年）4月1日：愛媛県道6号高知伊予三島線から国道319号に編入昇格。
- 1993年（平成5年）：工事着手。
- ****年（******年）：光明大橋開通。
- 2006年（平成18年）2月：権現トンネル開通。
- 2008年（平成20年）3月：山田大橋開通。

## 構造
- 構造規格：
- 車線数：2車線（山田大橋は登坂車線がある為3車線）
- 道路幅員：12.0m
- 車線幅員：
- 設計速度：
- 制限速度：

## 構造物

### 橋梁
- 山田大橋（357.5m）
- 光明大橋（198m）

### トンネル
- 権現トンネル（329m）

## 付近の観光スポット
- 翠波高原
- 金砂湖
- 富郷渓谷
- 霧の森
- 霧の高原
- 塩塚高原
- 三角寺
- 川之江城
- 具定展望台